# Harley, le cadet de mes soucis
Harley, le cadet de mes soucis (Stuck in the Middle) est une série télévisée américaine créée par Alison Brown et Linda Videtti Figueiredo, et diffusée entre le 14 février 2016 et le 23 juillet 2018 sur Disney Channel.
En France, la série est diffusée depuis le 3 septembre 2016 sur Disney Channel France, et au Québec sur La Chaîne Disney.
Grâce à cette série, l'actrice Jenna Ortega se fait connaître mondialement puis par la suite, elle a joué dans Yes Day, Scream 5 ou encore la série qui a cartonné sur Netflix, Mercredi.

## Synopsis
Harley, jeune fille de 13 ans habitant Marshport (ville fictive du Massachusetts), est l'enfant du milieu d'une famille nombreuse de sept enfants. Elle vit avec son père Tom (gérant d'un magasin de pêche), sa mère Suzy (femme au foyer), ses sœurs Rachel (16 ans), Georgie (15 ans) et Daphné (6 ans) et ses frères Ethan (14 ans) et les jumeaux Lewie et Beast (8 ans). Inventrice, elle résout les problèmes de sa famille grâce à ses inventions.

## Distribution
| Acteurs           | Personnages    | Doublage               | Saisons    | Saisons    | Saisons    |
| Acteurs           | Personnages    | Doublage               | Saison 1   | Saison 2   | Saison 3   |
| ----------------- | -------------- | ---------------------- | ---------- | ---------- | ---------- |
| Jenna Ortega      | Harley Diaz    | Alayin Dubois          | Principale | Principale | Principale |
| Isaak Presley     | Ethan Diaz     | Alexis Flamant         | Principal  | Principal  | Principal  |
| Kayla Maisonet    | Georgie Diaz   | Laetitia Liénart       | Principale | Principale | Principale |
| Ronni Hawk        | Rachel Diaz    | Maia Baran             | Principale | Principale | Invitée    |
| Ariana Greenblatt | Daphne Diaz    | Noa Lecot              | Principale | Principale | Principale |
| Nicolas Bechtel   | Lewie Diaz     | Arsène Van Der Bruggen | Principal  | Principal  | Principal  |
| Malachi Barton    | Beast Diaz     | Achille Dubois         | Principal  | Principal  | Principal  |
| Cerina Vincent    | Suzy Diaz      | Fanny Roy              | Principale | Principale | Principale |
| Joe Nieves        | Tom Diaz       | Sébastien Hébrant      | Principal  | Principal  | Principal  |
| Lauren Pritchard  | Bethany Peters |                        | Récurrente | Récurrente | Récurrente |
| Lulu Lambros      | Ellie Peters   |                        | Récurrente | Récurrente | Récurrente |
| Brett Pierce      | Cuff           | Thibaut Delmotte       | Récurrent  |            |            |
| Joshua Bassett    | Aidan Peters   | Arthur Dubois          |            |            | Récurrent  |

## Épisodes
| Saison | Saison        | Épisodes | États-Unis       | États-Unis       | France           | France           |
| Saison | Saison        | Épisodes | Début            | Fin              | Début            | Fin              |
| ------ | ------------- | -------- | ---------------- | ---------------- | ---------------- | ---------------- |
|        | 1             | 17       | 14 février 2016  | 22 juillet 2016  | 3 septembre 2016 | 14 janvier 2017  |
|        | Mini-épisodes | 6        | 24 novembre 2016 | 24 novembre 2016 | 29 mai 2017      | 3 juin 2017      |
|        | 2             | 21       | 3 février 2017   | 27 octobre 2017  | 5 mai 2017       | 30 décembre 2017 |
|        | 3             | 21       | 8 décembre 2017  | 23 juillet 2018  | 24 février 2018  | 27 octobre 2018  |

### Saison 1 (2016)
| №  | #  | Titre Français              | Titre Original                   | Diffusions française | Diffusions originale | Code prod. |
| -- | -- | --------------------------- | -------------------------------- | -------------------- | -------------------- | ---------- |
| 1  | 1  | L'Enfant du milieu          | Stuck in the Middle              | 3 septembre 2016     | 14 février 2016      | 101        |
| 2  | 2  | La Place d'honneur          | Stuck in the Sweet Seat          | 10 septembre 2016    | 11 mars 2016         | 102        |
| 3  | 3  | La Bonne Auberge            | Stuck with a Guy on the Couch    | 17 septembre 2016    | 18 mars 2016         | 104        |
| 4  | 4  | Les Diaz au cinéma          | Stuck at the Movies              | 1er octobre 2016     | 25 mars 2016         | 103        |
| 5  | 5  | Le Clou de la fête          | Stuck in the Block Party         | 8 octobre 2016       | 1er avril 2016       | 105        |
| 6  | 6  | L'Âge des glaces            | Stuck in the Slushinator         | 15 octobre 2016      | 8 avril 2016         | 106        |
| 7  | 7  | Le Cadeau de fête des mères | Stuck in the Mother's Day Gift   | 22 octobre 2016      | 29 avril 2016        | 107        |
| 8  | 8  | La Comète d'Harley          | Stuck in Harley's Comet          | 29 octobre 2016      | 13 mai 2016          | 108        |
| 9  | 9  | Ma voisine bien-aimée       | Stuck with Mom's New Friend      | 12 novembre 2016     | 20 mai 2016          | 110        |
| 10 | 10 | Quand Cuff devient un Diaz  | Stuck with my Sister's Boyfriend | 5 novembre 2016      | 3 juin 2016          | 111        |
| 11 | 11 | Esprit de gagnante          | Stuck with a Winner              | 19 novembre 2016     | 10 juin 2016         | 112        |
| 12 | 12 | Tous seuls à la maison      | Stuck with No Rules              | 26 novembre 2016     | 17 juin 2016         | 109        |
| 13 | 13 | La Garderie ambulante       | Stuck in the Harley Car          | 3 décembre 2016      | 18 juillet 2016      | 114        |
| 14 | 14 | La Punition rouge           | Stuck in Lockdown                | 10 décembre 2016     | 19 juillet 2016      | 113        |
| 15 | 15 | Rachel passe son permis     | Stuck without a Ride             | 17 décembre 2016     | 20 juillet 2016      | 115        |
| 16 | 16 | Les 15 Ans de Georgie       | Stuck in the Quinceañera         | 7 janvier 2017       | 21 juillet 2016      | 116        |
| 17 | 17 | Des jours et des Diaz       | Stuck in the Diaz of Our Lives   | 14 janvier 2017      | 22 juillet 2016      | 117        |

### Harley, le caddie de mes soucis: Opération des Diaz au super-marché (2016)
Harley, le caddie de mes soucis : Opération des Diaz au super-marché, est un épisode se passant dans un supermarché, diffusé le 16 décembre 2016 et comprenant six mini-épisodes de 2–3 minutes.
La famille Diaz se trouve au supermarché Méga Mart , qui est le seul endroit  où ils peuvent faire leur courses en tant que famille nombreuse. Pour éviter d'être bannis et de voir leurs photos collées sur le mur de la honte, les frères et sœurs se munissent de gadgets spéciaux : d'anciens téléphones de papa convertis en talkie-walkies connectés au Shop'n Talk. Ils parcourent tous les rayons et enchaînent les bêtises.
| № | # | Titre Français        | Titre Original            | Diffusions française | Diffusions originale |
| - | - | --------------------- | ------------------------- | -------------------- | -------------------- |
| S | 1 | Opération Supermarché | Operation One: Mega Mart  | 29 mai 2017          | 24 novembre 2016     |
| S | 2 | Opération Réduction   | Operation Two: Discount   | 30 mai 2017          | 24 novembre 2016     |
| S | 3 | Opération Gâteau      | Operation Three: Cake     | 31 mai 2017          | 24 novembre 2016     |
| S | 4 | Opération Célébrité   | Operation Four: Fame      | 1er juin 2017        | 24 novembre 2016     |
| S | 5 | Opération Evasion     | Operation Five: Break Out | 2 juin 2017          | 24 novembre 2016     |
| S | 6 | Opération Fuite       | Operation Six: Escape     | 3 juin 2017          | 24 novembre 2016     |

### Saison 2 (2017)
Le 15 juin 2016, la série a été renouvelée pour une deuxième saison, diffusée entre le 3 février 2017 et le 27 octobre 2017.
| №     | #   | Titre Français                                                               | Titre Original                     | Diffusions française | Diffusions originale | Code prod. |
| ----- | --- | ---------------------------------------------------------------------------- | ---------------------------------- | -------------------- | -------------------- | ---------- |
| 18 19 | 1 2 | Coincés au parc aquatique : 1re partie Coincés au parc aquatique : 2e partie | Stuck in the Waterpark - The Movie | 5 mai 2017           | 3 février 2017       | 201 202    |
| 20    | 3   | La Publicité                                                                 | Stuck in a Commercial              | 4 juin 2017          | 10 février 2017      | 203        |
| 21    | 4   | Une photo de classe pas comme les autres                                     | Stuck in the School Photo          | 10 juin 2017         | 17 février 2017      | 204        |
| 22    | 5   | La Guerre des granités                                                       | Stuck in a Slushy War              | 17 juin 2017         | 24 février 2017      | 205        |
| 23    | 6   | Vide-grenier                                                                 | Stuck in the Garage Sale           | 9 septembre 2017     | 3 mars 2017          | 207        |
| 24    | 7   | Les Diaz fêtent Pâques                                                       | Stuck in the Diaz Easter           | 16 septembre 2017    | 7 avril 2017         | 206        |
| 25    | 8   | Le Premier Anniversaire de Beast                                             | Stuck in the Beast-Day Party       | 23 septembre 2017    | 14 avril 2017        | 208        |
| 26    | 9   | Un week-end sans écran                                                       | Stuck without Devices              | 30 septembre 2017    | 21 avril 2017        | 210        |
| 27    | 10  | Un cavalier de génie                                                         | Stuck with a Boy Genius            | 14 octobre 2017      | 28 avril 2017        | 211        |
| 28    | 11  | La Mauvaise Influence                                                        | Stuck with a Bad Influence         | 21 octobre 2017      | 2 juin 2017          | 212        |
| 29    | 12  | À la maison de retraite                                                      | Stuck in the Good Deed             | 4 novembre 2017      | 9 juin 2017          | 216        |
| 30    | 13  | Les Rois de la piste                                                         | Stuck Dancing with My Dad          | 11 novembre 2017     | 16 juin 2017         | 215        |
| 31    | 14  | Une invitée olympique                                                        | Stuck in a Gold Metal Performance  | 18 novembre 2017     | 23 juin 2017         | 209        |
| 32    | 15  | La Nouvelle Chambre                                                          | Stuck in a New Room                | 25 novembre 2017     | 15 septembre 2017    | 220        |
| 33    | 16  | La Cohabition                                                                | Stuck with a Dangerous House       | 2 décembre 2017      | 22 septembre 2017    | 214        |
| 34    | 17  | Nouvelle amie                                                                | Stuck with a New Friend            | 9 décembre 2017      | 29 septembre 2017    | 219        |
| 35    | 18  | Joyeuse frousse                                                              | Stuck in a Merry Scary             | 7 octobre 2017       | 6 octobre 2017       | 221        |
| 36    | 19  | Coincés avec une star de la pêche                                            | Stuck with a Hook, Line and Sinker | 16 décembre 2017     | 13 octobre 2017      | 217        |
| 37    | 20  | Les Trois Mini-monstres                                                      | Stuck in the Babysitting Nightmare | 23 décembre 2017     | 20 octobre 2017      | 218        |
| 38    | 21  | La Cérémonie des Diaz                                                        | Stuck in the Diaz Awards           | 30 décembre 2017     | 27 octobre 2017      | 213        |

### Saison 3 (2017-2018)
Le 31 août 2017, la série a été renouvelée pour une troisième saison, diffusée entre le 8 décembre 2017 et le 23 juillet 2018.
| №     | #   | Titre Français                                                                           | Titre Original                 | Diffusions française | Diffusions originale | Code prod. |
| ----- | --- | ---------------------------------------------------------------------------------------- | ------------------------------ | -------------------- | -------------------- | ---------- |
| 39 40 | 1 2 | Harley, le cadeau de mes soucis : 1re partie Harley, le cadeau de mes soucis : 2e partie | Stuck at Christmas - The Movie | 24 février 2018      | 8 décembre 2017      | 301 302    |
| 41    | 3   | Le secret de Rachel                                                                      | Stuck with Rachel’s Secret     | 24 mars 2018         | 19 janvier 2018      | 303        |
| 42    | 4   | La Diaz en moins                                                                         | Stuck with a Diaz Down         | 3 mars 2018          | 26 janvier 2018      | 304        |
| 43    | 5   | Des vacances chaotiques                                                                  | Stuck in Camp Chaos            | 31 mars 2018         | 2 février 2018       | 305        |
| 44    | 6   | La Guerre des Voisins                                                                    | Stuck with Harley's Bethany    | 7 avril 2018         | 9 février 2018       | 306        |
| 45    | 7   | La rupture                                                                               | Stuck in a Nice Relationship   | 14 avril 2018        | 9 mars 2018          | 307        |
| 46    | 8   | De terribles assistants                                                                  | Stuck with Horrible Helpers    | 21 avril 2018        | 16 mars 2018         | 308        |
| 47    | 9   | Un mystérieux cambriolage                                                                | Stuck in a Mysterious Robbery  | 12 mai 2018          | 23 mars 2018         | 309        |
| 48    | 10  | Esprit de compétition                                                                    | Stuck in a Besties Battle      | 26 mai 2018          | 30 mars 2018         | 310        |
| 49    | 11  | Vacances de printemps                                                                    | Stuck in Spring Break          | 8 septembre 2018     | 6 avril 2018         | 316        |
| 50    | 12  | Le nouveau challenge de Georgie                                                          | Stuck with a New Squad         | 2 juin 2018          | 13 avril 2018        | 311        |
| 51    | 13  | L'avant-première                                                                         | Stuck with a Non-Diaz          | 9 juin 2018          | 26 juin 2018         | 312        |
| 52    | 14  | Soirée pyjama                                                                            | Stuck in the Dark              | 16 juin 2018         | 28 juin 2018         | 313        |
| 53    | 15  | Jeu d'évasion                                                                            | Stuck with No Escape           | 15 septembre 2018    | 3 juillet 2018       | 315        |
| 54    | 16  | Rencontre avec le Businessman                                                            | Stuck Wrestling Feelings       | 22 septembre 2018    | 5 juillet 2018       | 317        |
| 55    | 17  | Le cadeau idéal                                                                          | Stuck Without the Perfect Gift | 29 septembre 2018    | 10 juillet 2018      | 318        |
| 56    | 18  | Procès de famille                                                                        | Stuck in Diaz Court            | 13 octobre 2018      | 12 juillet 2018      | 319        |
| 57    | 19  | L'anniversaire de papa                                                                   | Stuck in Dad's Birthday        | 20 octobre 2018      | 17 juillet 2018      | 320        |
| 58    | 20  | Le Faux-nniversaire                                                                      | Stuck in a Fake Out            | 27 octobre 2018      | 19 juillet 2018      | 321        |
| 59    | 21  | La grande fête d'anniversaire d'Harley                                                   | Stuck in Harley's Quinceañera  | 27 octobre 2018      | 23 juillet 2018      | 314        |

## Audiences
| Saison | Épisodes | Lancement         | Lancement       | Fin de saison   | Fin de saison   | Moyenne des télespectateurs |
| Saison | Épisodes | Date de diffusion | Téléspectateurs | Date            | Téléspectateurs | Moyenne des télespectateurs |
| ------ | -------- | ----------------- | --------------- | --------------- | --------------- | --------------------------- |
| 1      | 17       | 14 février 2016   | 2 810 000       | 22 juillet 2016 | 2 060 000       | 1 600 000                   |
| 2      | 21       | 3 février 2017    | 2 130 000       | 27 octobre 2017 | 1 310 000       | 1 190 000                   |
| 3      | 21       | 8 décembre 2017   | 1 360 000       | 23 juillet 2018 | 920 000         | 950 000                     |

## Personnages

### Harley Diaz
C'est la quatrième de la famille, la cadette. Elle est très créative, elle a du mal à supporter sa famille.

### Ethan Diaz
C'est le troisième de la famille, il adore le rock 'n'roll ,il est vraiment complice avec Harley. Parfois avec ses frères ils jouent à des jeux "idiots".
Georgie Diaz
C'est la deuxième de la famille, elle est très sportif ,son sport particulier est le basketball. Elle aura du mal de devenir l'ainé de la maison quand Rachel sera à l'université, dans la saison 3.

### Rachel Diaz
C'est la première de la famille, l'ainé, elle aime beaucoup la mode, le shopping.Dans l'épisode 2 de la saison 3, elle s'en ira à l'université et laissera son rôle à sa sœur, Georgie.

### Daphné Diaz
C'est la septième de la famille, la plus jeune. Elle aime beaucoup les poupées.

### Lewie Diaz
C'est le cinquième de la famille, il est plus âgé que son frères jumeau Beast de 5 minutes, il aime bien faire des choses "idiotes" avec Beast et Ethan.

### Beast Diaz
C'est le sixième de la famille, le jumeau de Lewie.